# Ujedinjeni savez antifašističke omladine Jugoslavije

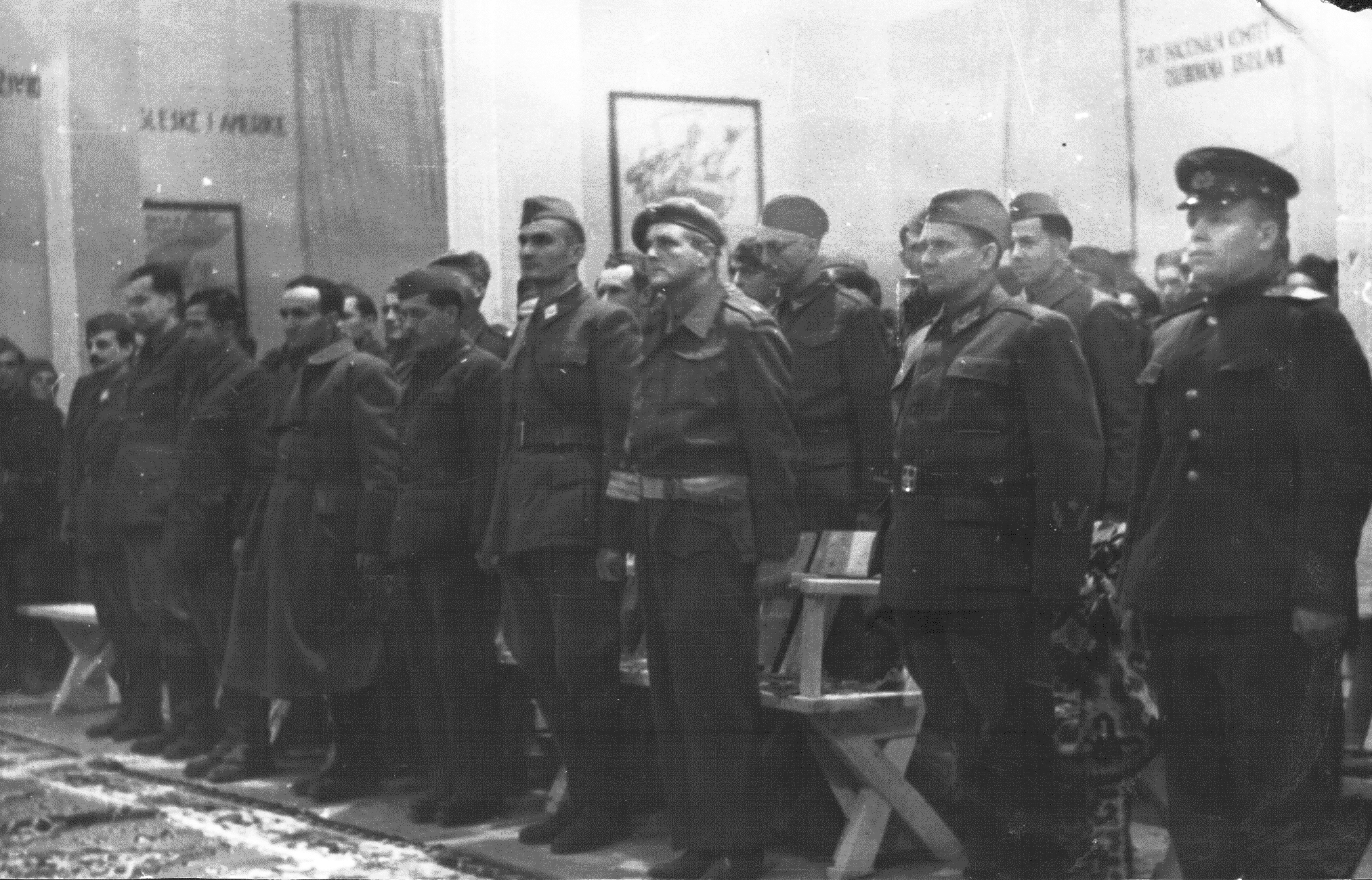
Tito (2. v. r.) auf dem zweiten USAOJ-Kongress in Drvar (Mai 1944)

Ujedinjeni savez antifašističke omladine Jugoslavije (Vereinigter Bund der antifaschistischen Jugend Jugoslawiens), kurz USAOJ, war eine antifaschistische Jugendorganisation in Jugoslawien, die im Rahmen der Befreiungsbewegung gegen die Besatzung durch die Achsenmächte betrieben wurde.
Gegründet wurde die Bewegung während der ersten Versammlung zwischen dem 27. und 29. Dezember 1942 in der Stadt Bihać, die zuvor durch die faschistische Ustascha besetzt war, was den Weg zur Gründung dieser Bewegung ebnete.